# ماري صوفي يونغ
ماري صوفي يونغ (بالإنجليزية: Mary Sophie Young)‏ هي عالمة نبات أمريكية، ولدت في 20 سبتمبر 1872 في غلينديل في الولايات المتحدة، وتوفيت في 1919.